# Akira Kurosawa
Akira Kurosawa (japanska: kanji: 黒澤 明; hiragana: くろさわ あきら; Kurosawa Akira), född 23 mars 1910 i Shinagawa i Tokyo, död 6 september 1998 i Setagaya i Tokyo, var en japansk filmregissör och manusförfattare. Han anses som en av Japans största filmregissörer någonsin och även som en av de mest framstående internationellt sett under 1900-talet, med verk som Demonernas port (1950), Att leva (1952), De sju samurajerna (1954), Yojimbo – Livvakten (1961), Kagemusha – spökgeneralen (1980) och Ran (1985).
Kurosawa anses i hemlandet inte lika stor som samtida kolleger som Yasujirō Ozu och Kenji Mizoguchi, men betraktad med västerländska ögon är han en av tidernas största filmregissörer. Han blev flerfaldigt prisbelönad, med bland annat Guldlejonet i Venedig (Demonernas port), Guldpalmen i Cannes (Kagemusha – spökgeneralen), samt ett Heders-Guldlejon och en Heders-Oscar.
Flera av Kurosawas filmer har dessutom blivit nyinspelningar i andra delar av världen. De sju samurajerna och Yojimbo – Livvakten (1961) gjordes till westernfilmer som 7 vågade livet (1960) respektive För en handfull dollar (1964) och filmen Skändaren (1964, av Martin Ritt) bygger på Demonernas port (Rashômon). Kurosawa gjorde även själv omarbetningar av flera klassiska verk, till exempel anpassade han William Shakespeares Macbeth (Blodets tron (1957)) och Kung Lear (Ran (1985)) till japansk samurajmiljö.

## Biografi

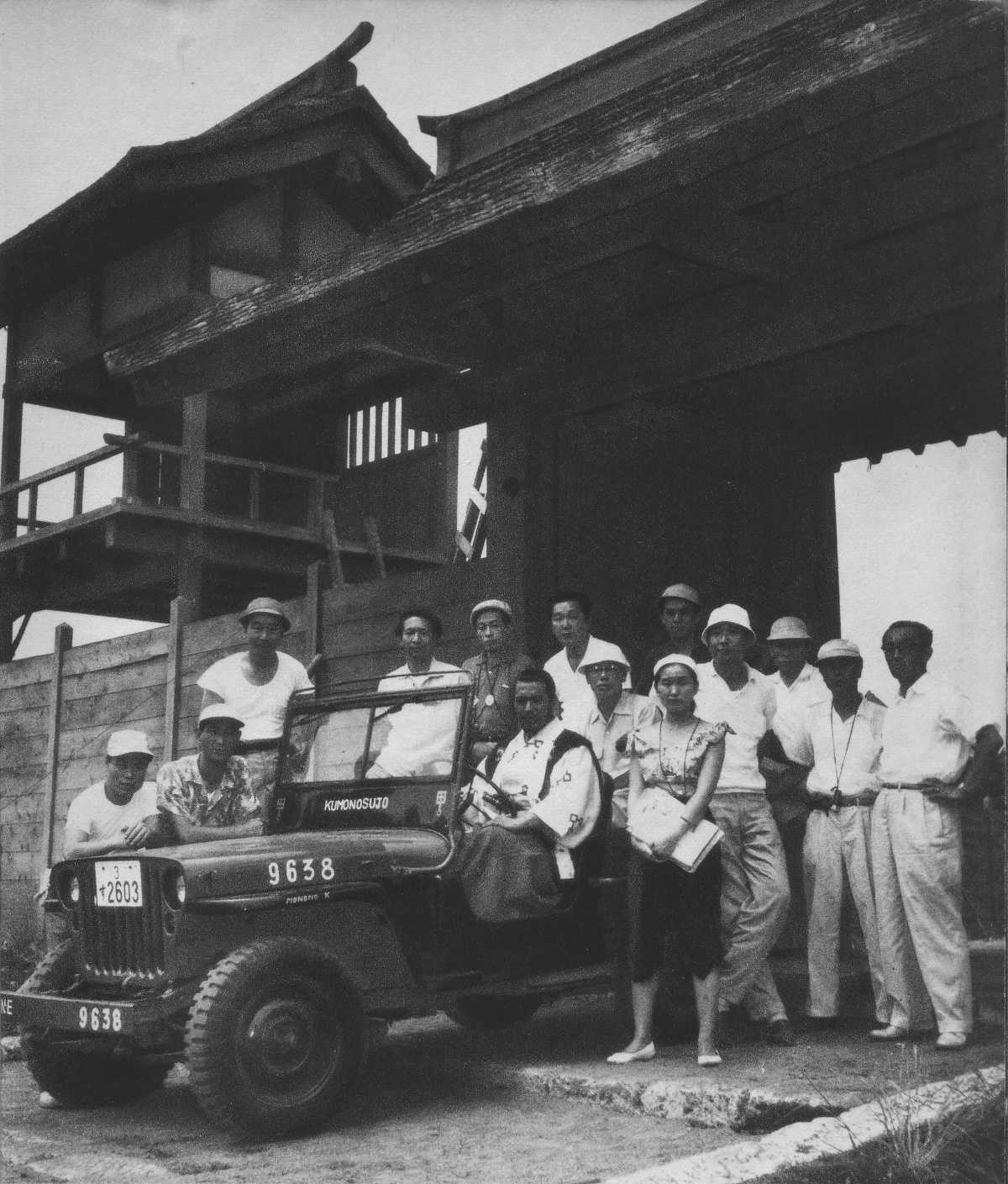
Akira Kurosawa med inspelningsteamet, vid inspelningarna av Blodets tron (1957).

Kurosawa var son till Isamu och Shima Kurosawa. Han var det yngsta av åtta syskon. Familjen bodde i en förort till Tokyo. Modern var 40 år vid tiden för Akiras födelse och fadern 45. Akira Kurosawa växte upp i ett hem med tre äldre bröder och fyra äldre systrar. En av tre äldre bröderna hade dött innan Akira föddes och en var så gammal att han flyttat hemifrån. En av hans systrar hade även hon lämnat hemmet för att starta en egen familj innan Akira föddes. Kurosawas näst äldsta syskon, en syster han kallade Lilla storasyster, dog efter en kort sjukdomstid när han var tio år.
Kurosawas far var rektor på en mellanskola som styrdes av den japanska militären och Kurosawas familj var ättlingar till samurajer. Ekonomiskt var familjen över medel. Isamu Kurosawa tyckte om den västerländska kulturen både i de idrottsliga program han styrde och genom att ta familjen att se filmer, som vid den tiden precis började dyka upp i Japan. När den japanska kulturen senare vände från den västerländska fortsatte Isamu Kurosawa att tro på filmer som en positiv inlärningsupplevelse.
I grundskolan uppmanade Kurosawas lärare honom att teckna, eftersom de sett hans talanger. Kurosawas bror Heigo och hans grundskollärare Tachikawa gjorde stort intryck på honom. Heigo var väldigt intelligent och vann flera akademiska tävlingar, men hade även en cynisk och mörkare sida. Under år 1923 förstörde stora Kanto-jordbävningen stora delar av Tokyo och dödade över 100 000 personer. Bröderna gick runt i staden efter jordbävningen. Människokroppar och döda djur låg överallt och när Akira Kurosawa försökte titta bort uppmanade brodern honom att inte göra det. Enligt Kurosawa var det denna upplevelse som lärde honom att om man tittar på något skrämmande direkt så tar man bort dess förmåga att skrämma.
Heigo började senare arbeta som benshi, en berättare som tolkade utländska filmer, på biografer i Tokyo. Benshi beskrev stumfilmer för publiken och var något unikt för Japan. Med övergången till talfilm, som skedde senare i Japan än i resten av världen, förlorade benshi sina arbeten. Heigo anordnade en benshi-strejk som misslyckades. Kurosawa var även han inblandad då han skrev för en radikal tidning, samtidigt som han förbättrade sina färdigheter i målning och läste litteratur.
När Akira Kurosawa var omkring 20 år gammal tog hans bror Heigo sitt liv. Fyra månader senare dog även den äldsta av Kurosawas bröder, vilket lämnade honom som den enda överlevande sonen vid 23 års ålder.
Kurosawa var gift med skådespelaren Yoko Yaguchi. De fick två barn tillsammans: sonen Hisao och dottern Kazuko.
År 1990 fick Kurosawa priset Lifetime Achievement av amerikanska Academy Award.

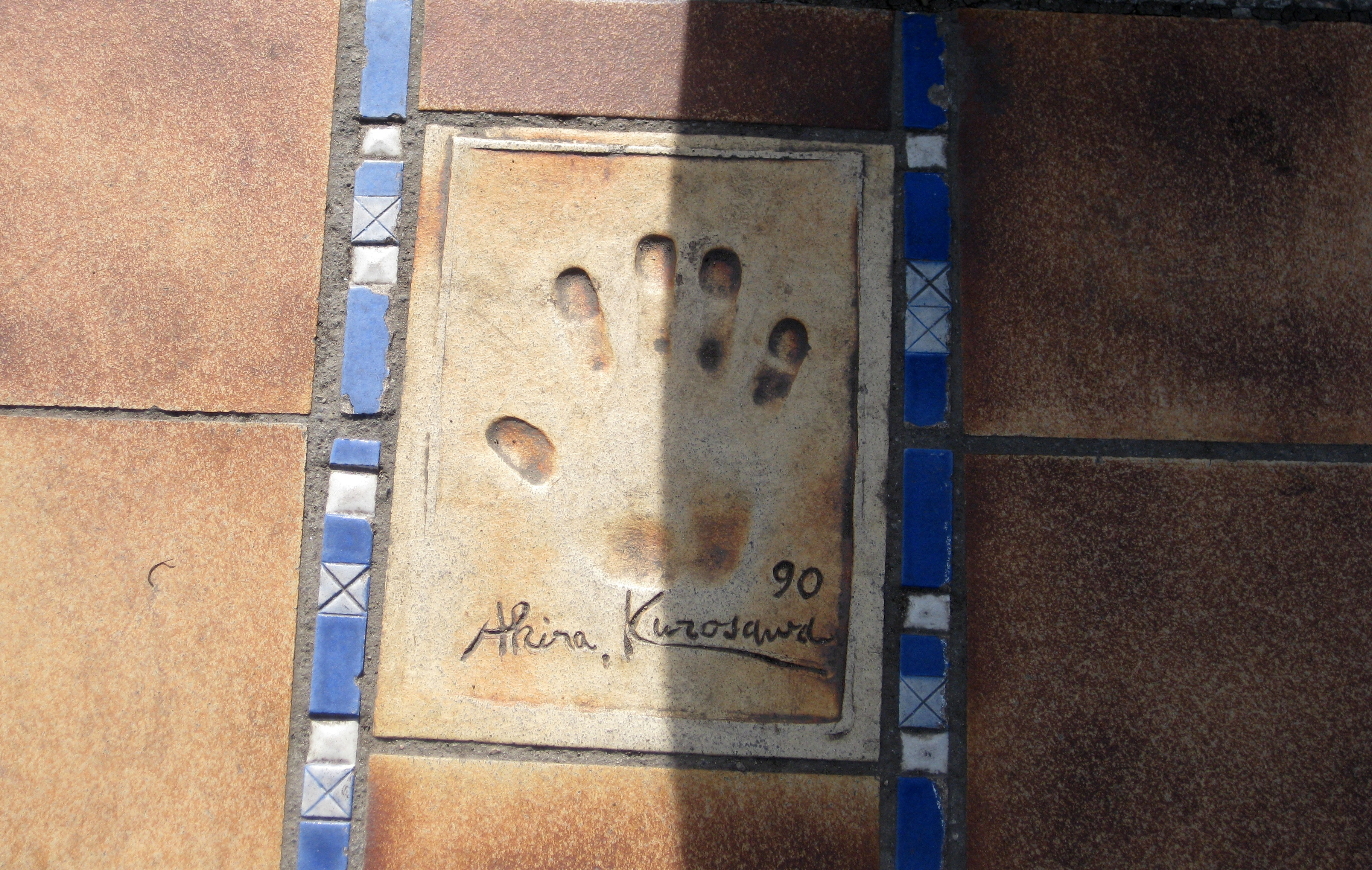
Akira Kurosawas handavtryck och signatur, i Cannes.

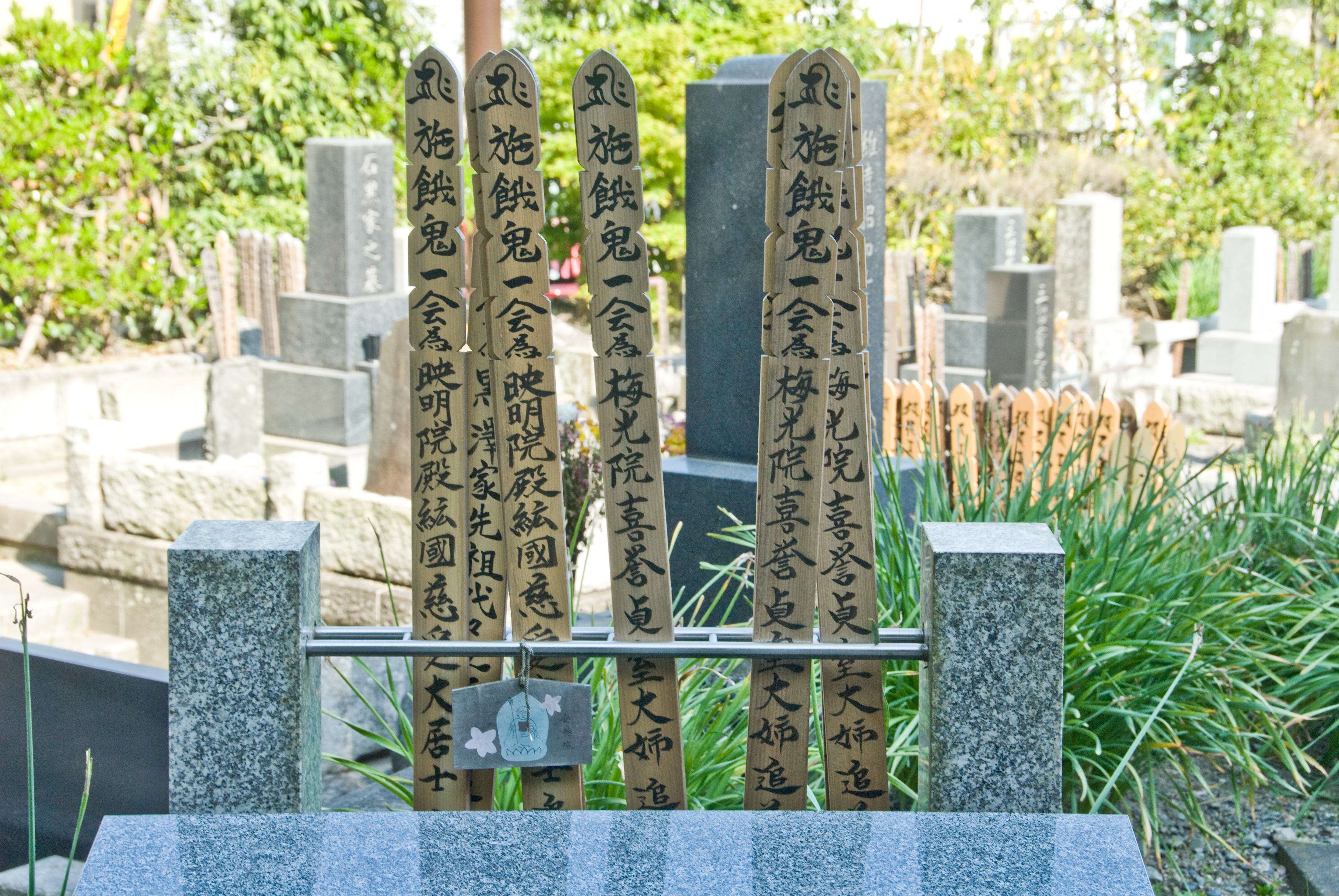
Akira Kurosawas grav, i Kamakura, Kanagawa prefektur.

## Filmografi (regissör)
| År   | Titel                                | Notering                                                                  | Original titel     |
| ---- | ------------------------------------ | ------------------------------------------------------------------------- | ------------------ |
| 1941 | Uma                                  | vissa scener (Kajirō Yamamoto var huvudsaklig regissör)                   | 馬                 |
| 1943 | Sugata Sanshiro                      |                                                                           | 姿三四郎           |
| 1944 | Ichiban utsukushiku                  |                                                                           | 一番美しく         |
| 1945 | Zoku Sugata Sanshiro                 |                                                                           | 續姿三四郎         |
| 1945 | Männen som trampade på tigerns svans | Tora no o wo fumu otokotachi                                              | 虎の尾を踏む男達   |
| 1946 | Asu o tsukuru hitobito               |                                                                           | 明日を創る人々     |
| 1946 | Waga seishun ni kuinashi             |                                                                           | わが青春に悔なし   |
| 1947 | Subarashiki nichiyobi                |                                                                           | 素晴らしき日曜日   |
| 1948 | Den berusade ängeln                  | Yoidore tenshi                                                            | 酔いどれ天使       |
| 1949 | Shizukanaru ketto                    |                                                                           | 静かなる決闘       |
| 1949 | Revolvern                            | Nora inu                                                                  | 野良犬             |
| 1950 | Shubun                               |                                                                           | 醜聞               |
| 1950 | Demonernas port                      | Rashômon                                                                  | 羅生門             |
| 1951 | Idioten                              | Hakuchi, bygger på Fjodor Dostojevskijs roman Idioten                     | 白痴               |
| 1952 | Att leva                             | Ikiru                                                                     | 生きる             |
| 1954 | De sju samurajerna                   | Shichinin no samurai                                                      | 七人の侍           |
| 1955 | Ikimono no kiroku                    |                                                                           | 生きものの記録     |
| 1957 | Blodets tron                         | Kumonosu jô, bygger på William Shakespeares pjäs Macbeth                  | 蜘蛛巣城           |
| 1957 | Natthärbärget                        | Donzoko, bygger på en pjäs av Maksim Gorkij                               | どん底             |
| 1958 | Den vilda flykten                    | Kakushi-toride no san-akunin                                              | 隠し砦の三悪人     |
| 1960 | Onda män sover gott                  | Warui yatsu hodo yoku nemuru                                              | 悪い奴ほどよく眠る |
| 1961 | Yojimbo – Livvakten                  |                                                                           | 用心棒             |
| 1962 | Sanjuro                              | Tsubaki Sanjûrô                                                           | 椿三十郎           |
| 1963 | Himmel och helvete                   | Tengoku to jigoku, bygger på Ed McBains polisroman Hotet                  | 天国と地獄         |
| 1965 | Rödskägg                             | Akahige                                                                   | 赤ひげ             |
| 1970 | Dodeskaden                           |                                                                           | どですかでん       |
| 1975 | Vägvisaren                           | Dersu Uzala, Дерсу Узала (ryska), bygger på en roman av Vladimir Arsenjev |                    |
| 1980 | Kagemusha – spökgeneralen            |                                                                           | 影武者             |
| 1985 | Ran                                  | bygger på William Shakespeares pjäs Kung Lear                             | 乱                 |
| 1990 | Akira Kurosawas drömmar              | Yume                                                                      | 夢                 |
| 1991 | Augustirapsodi                       | Hachi-gatsu no kyôshikyoku                                                | 八月の狂詩曲       |
| 1993 | Madadayo                             |                                                                           | まあだだよ         |